# Catophoenissa albicentra
Catophoenissa albicentra là một loài bướm đêm trong họ Geometridae.